# Тамагочи
Тамагочи (транслит.) је дигитални љубимац кога је 1996. направио Аки Маита и продао компанији Bandai. Тамагочи се налази у малом и простом рачунару у облику јајета. Три дугмета (A, B и C) дозвољавају кориснику да одабере и изводи активности, укључујући:
- храњење Тамагочија храном или ужином
- играње игре са Тамагочијем
- чишћење за Тамагочијевим изметом.
- проверавање броја година, нивоа дисциплине, глади и среће.

Тачно порекло за име Тамагочи није познато, мада је вероватно сложеница речи "tamago", која значи „јаје“ и "tomodachi", која значи „пријатељ“, или је комбинација речи "tamago" и "chi", која значи „слатко“ или „умиљато“.

## Остале Тамагочи игре

### Гејм бој
Прва игра за Нинтендов Гејм бој издата је симултано у Јапану и Сједињеним Државама. Тамагочи
( у Јапану) одговара првим двема генерацијама оригиналних Тамагочи дигиталних љубимаца и има сличан начин игре. Друга игра (издата само у Јапану) садржи и ликове из Mori и Umi (Шума и Океан) Тамагочија, а трећа игра (издата само у Јапану) базирана је на ликовима Osutchi и Mesutchi.

### Нинтендо ДС
( у Јапану) је симулаторска игра у којој играч мора да ради у разним продавницама како би добио Гочи поене. Ово је прва игра базирана на Тамагочију у којој фокус није на бризи за виртуалним љубимцем, већ на Тамагочију који ради у разним продавницама, играјући мини-игре које помажу купцима. Наставак ове игре, "Tamagotchi Connection: Corner Shop 2" ( у Јапану), садржи различите или побољшане продавнице и преко 100 типова Тамагочија за интеракцију. Играчи се опет удружују са својим Тамагочијем како би служили својим купцима, уместо што брину за Тамагочија и помажу му да порасте. У овој игри, уз помоћ зарађених Гочи поена, Тамагочи може да се нахрани и обуче, а може и да купује украсе за своју кућу. Како се поени скупљају, нове продавнице се откључавају.

### 
Игра за Wii конзолу названа Tamagotchi's Sparking President издата је само у Јапану, али планира се да буде издата и у САД под називом Tamagotchi: Party On!.